# Little Big Joe

Little Big Joe est une série de bande dessinée.
- Scénario : Wilfried Lupano
- Dessins : Frédéric Campoy
- Couleurs : Scarlett

## Albums
- Tome 1 : Des hommes à genoux (2001)
- Tome 2 : Mourir les bottes aux pieds (2002)

## Publication

### Éditeurs
- Delcourt (Collection Humour de rire) : Tomes 1 et 2 (première édition des tomes 1 et 2).